# Communistische Arbeiderspartij van Bosnië en Herzegovina
De Communistische Arbeiderspartij van Bosnië en Herzegovina (Bosnisch: Radničko-komunistička partija Bosne i Hercegovine) is een communistische politieke partij in Bosnië en Herzegovina. De partij werd in 2000 opgericht en verzet zich tegen het nationalisme en de val van de Socialistische Federale Republiek Joegoslavië.